# Алтеватнет
Алтеватнет (норв. Altevatnet) — озеро в Норвегии. Расположено в фюльке Тромс, на территории коммуны Барду. Площадь озера — 80 км². Расположено на высоте 489 м над уровнем моря. Вытянуто с юго-звостока на северо-запад. Длина озера — 56 км. Подпружено плотиной, является регулирующим водоёмом для гидроэлектростанций Иннсет, Страумсмо и Бардуфосс. Самый крупный водоём региона Тромс.
Из озера берёт начало река Бардуэльва.